# Lilkovité
Lilkovité je čeleď vyšších dvouděložných rostlin z řádu lilkotvaré (Solanales). Čeleď zahrnuje mnoho zemědělsky využívaných druhů, stejně jako druhů toxických. Je také významným zdrojem potravin, koření a látek využívaných ve farmacii, zejména alkaloidů. Některé druhy se také pěstují jako okrasné či nacházejí využití v genetickém a biotechnologickém výzkumu a v experimentální biologii.

## Charakteristika
Lilkovité jsou jednoleté až vytrvalé byliny, keře, stromy i liány se střídavými jednoduchými nebo řidčeji zpeřenými listy bez palistů. Čepel listů je celistvá nebo různě laločnatá, bez ostrých zubů na okraji, často poněkud dužnatá. Dřevo je u stromovitých a keřovitých zástupců obvykle měkké. Rostliny jsou lysé nebo chlupaté, odění se skládá z jednoduchých, vidličnatých, hvězdovitých nebo žláznatých chlupů. Na dotek mohou být listy lepkavé nebo vlhké. Některé druhy, zejména z rodu lilek (Solanum), mají ostny na kmeni nebo i na listech.
Květy jsou pětičetné, obvykle oboupohlavné, pravidelné nebo dvoustranně souměrné, nejčastěji v úžlabních nebo vrcholových vrcholičnatých květenstvích. Kalich je srostlý, pěticípý, za plodu často zvětšený. Koruna je srostlá, pěticípá. Tyčinky jsou přirostlé ke korunní trubce, v počtu 4 až 5. Semeník je svrchní, srostlý ze 2 (výjimečně 5) plodolistů a se stejným počtem komůrek, s jedinou čnělkou. Plodem je tobolka nebo bobule. Semen je obvykle mnoho.
Pro stonky lilkovitých jsou charakteristické bikolaterální cévní svazky.
Čeleď zahrnuje téměř 2 500 druhů ve 102 rodech. Největší rody jsou lilek (Solanum, asi 1 500 druhů), Lycianthes (200), tabák (Nicotiana, 95), nolana (Nolana) a kustovnice (Lycium, obojí 90).

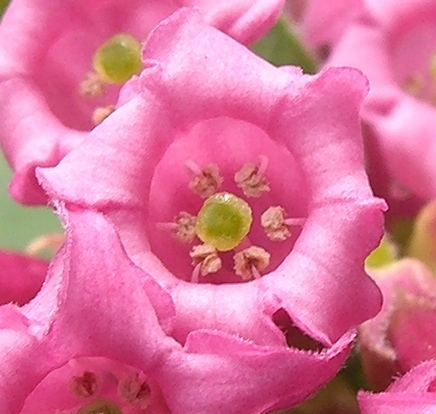
Detail květu kladivníku Cestrum elegans
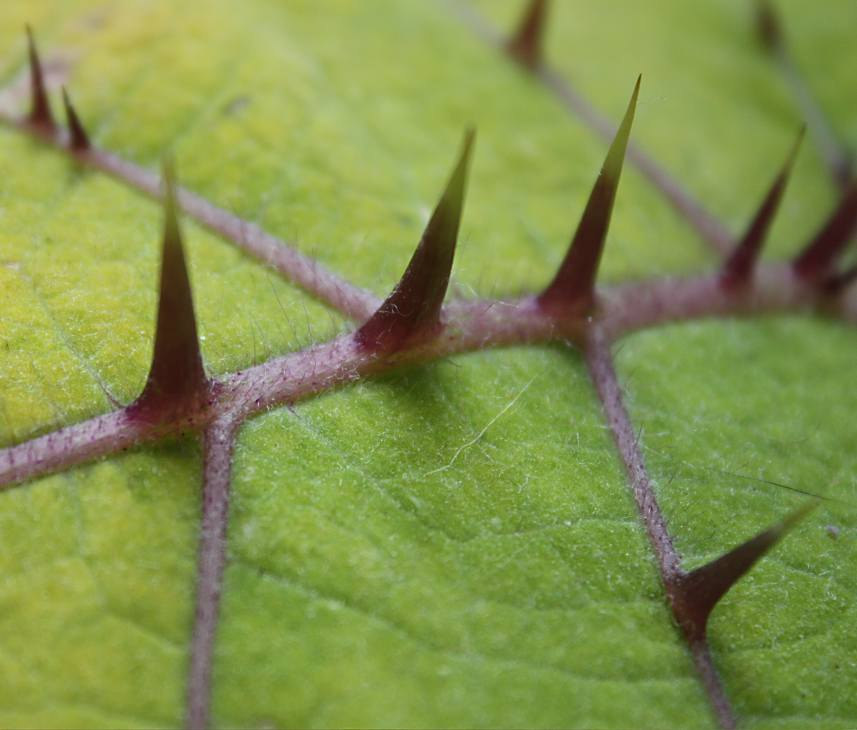
Ostny na listu lilku Solanum quitoense
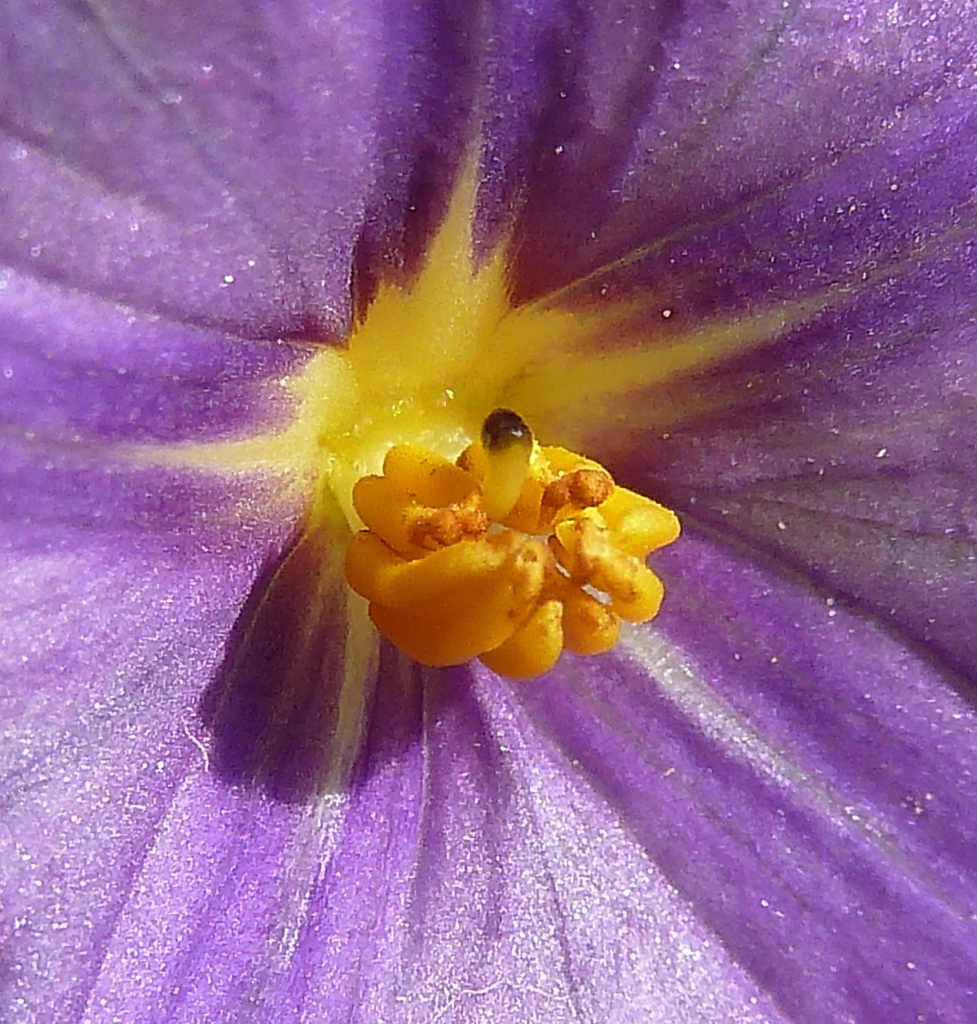
Detail středu květu Lycianthes rantonnetii
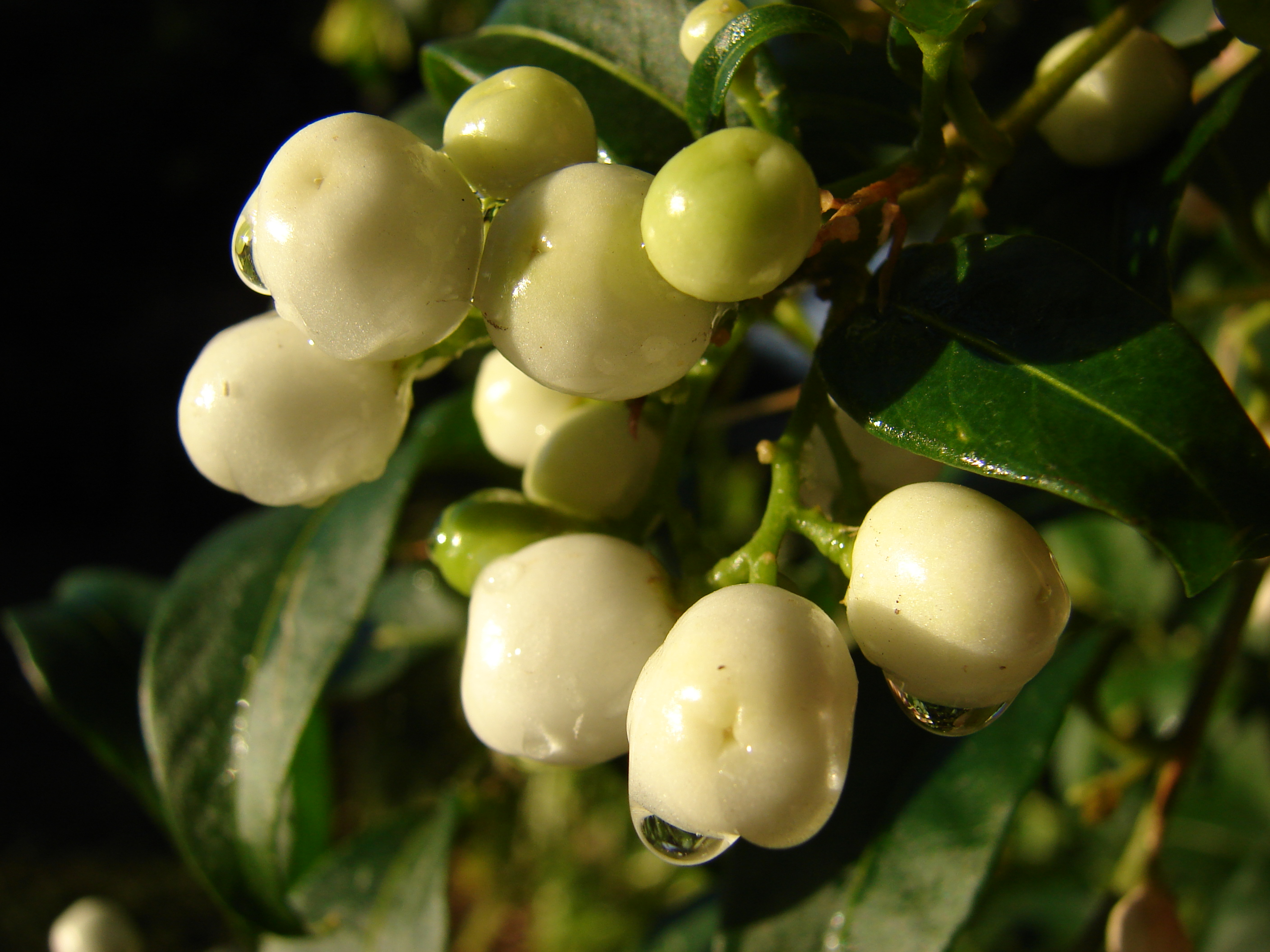
Plody kladivníku Cestrum nocturnum
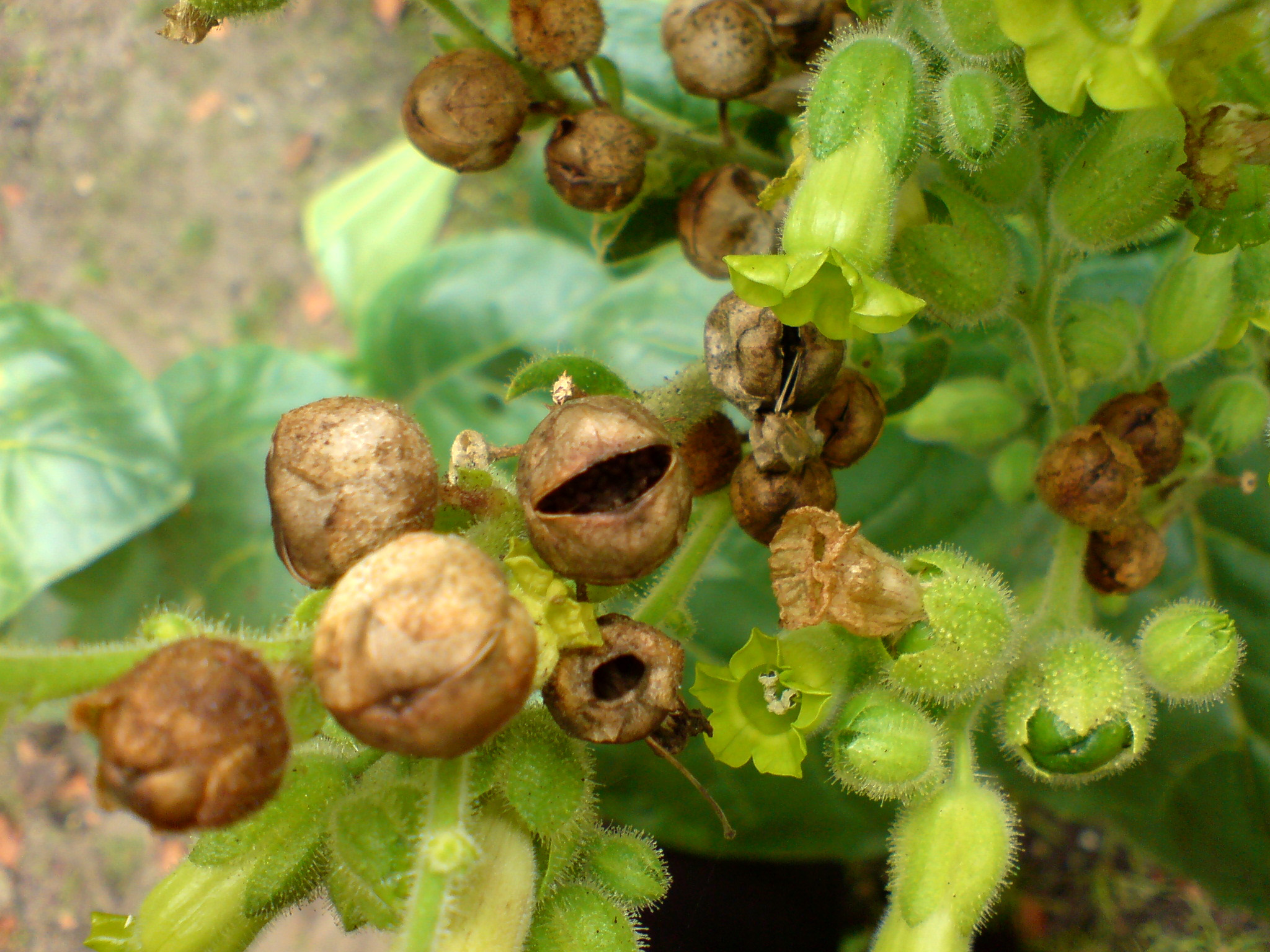
Tobolky tabáku selského (Nicotiana rustica)

## Rozšíření
Lilkovité jsou rozšířeny po celém světě, chybějí pouze v arktických oblastech. Nejvíce druhů se vyskytuje v tropech a subtropech, centrum druhové i rodové diverzity je v Jižní Americe. Lilkovité obsazují téměř všechny typy biotopů, zejména však rostou na narušených místech na půdách bohatých živinami.
V původní květeně ČR tuto čeleď zastupuje lilek potměchuť (Solanum dulcamara), lilek černý (S. nigrum), lilek vlnatý (S. decipiens), durman obecný (Datura stramonium), blín černý (Hyoscyamus niger) a rulík zlomocný (Atropa bella-donna).
Další druhy jsou zavlékány, zejména mnohé lilky (Solanum), kustovnice cizí (Lycium barbarum), vzácně i pablen kraňský (Scopolia carniolica). Z pěstovaných rostlin občas zplaňují mochyně židovská (Physalis alkekengi), tabák selský (Nicotiana rustica), tabák virginský (Nicotiana tabacum) a lilík mochyňovitý (Nicandra physalodes). V teplých oblastech Evropy jsou zastoupeny i některé další rody, jako je mandragora (Mandragora), withanie (Withania) a Triguera.

## Ekologické interakce

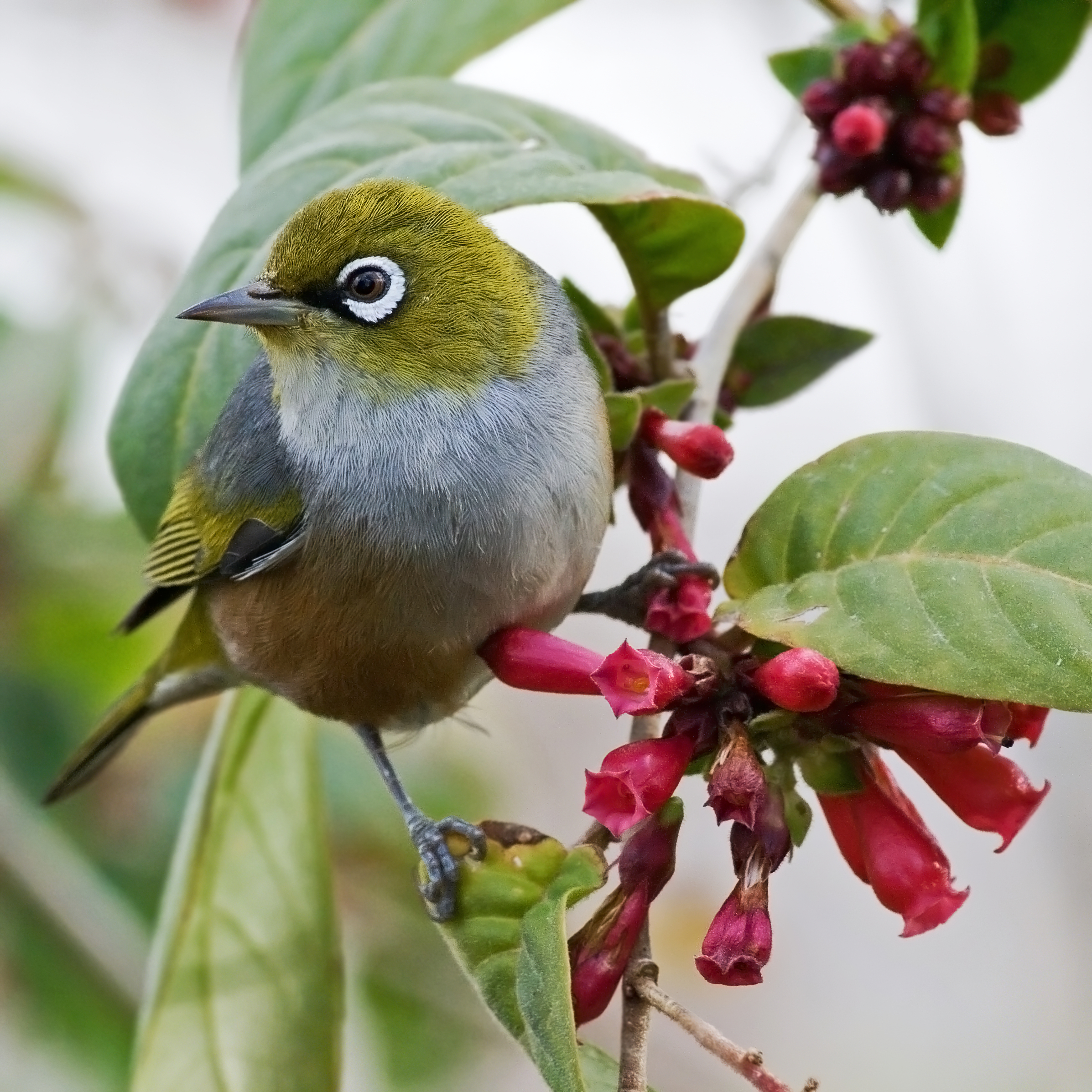
Kruhoočko australopacifické (Zosterops lateralis) na květech kladivníku (Cestrum sp.) na Tasmánii

Květy lilkovitých jsou různorodého tvaru i velikosti a jsou opylovány celou řadou opylovačů. U některých rodů (např. lilek) květy neobsahují nektar a jsou opylovány včelami sbírajícími pyl, který jim slouží k výživě larev. Prašníky v takových květech mají okrouhlé otvory místo klasických podélných štěrbin a pyl je z nich vytřásán pohybem včely. Dlouhé květy kladivníku bývají opylovány drobnými ptáky.
Semena lilkovitých jsou obecně rozšiřována ptáky a savci včetně plodožravých netopýrů, vyhledávajícími bobule.
Některé amazonské druhy rodu Markea jsou epifyty, v nichž hnízdí žahaví mravenci. Některé stromy rostoucí v tropickém deštném pralese mohou ve výjimečných případech dorůstat výšky až 30 metrů.

## Obsahové látky
Čeleď obsahuje široké spektrum alkaloidů, z nichž nejvýznamnější skupinou jsou tropanové alkaloidy. Název „tropanové“ pochází z rodu Atropa, kam patří například rulík zlomocný. Jméno Atropa je původem z řecké mytologie, kde patřilo jedné z Moir, tří bohyň osudu, která přestřihávala nit života. Toto pojmenování popisuje dlouho známou jedovatost a toxicitu těchto látek.
Tropanové alkaloidy se mohou vyskytovat také v rodech durman (Datura, Brugmansia), mandragora (Mandragora) a v mnohých dalších rodech této čeledi.
Po chemické stránce mají tropanové alkaloidy charakteristickou bicyklickou strukturu. Nejvýznamnější je atropin, skopolamin a hyoscyamin. Z farmakologického hlediska to jsou nejsilnější existující anticholinergika neboli inhibitory signálů přenášených neurotransmiterem acetylcholinem. Symptomy předávkování mohou zahrnovat sucho v ústech, rozšířené zornice, ataxii, zadržování moči, halucinace, křeče, kóma a smrt.
Tropanové alkaloidy jsou i přes vysokou toxicitu důležité látky. Mohou zvrátit cholinergní otravu, která může být způsobena kontaktem s pesticidy a chemickými zbraněmi, jako například sarin a VX. Jsou také použitelné k zastavení mnoha typů alergických reakcí. Skopolamin je činidlo používané v oftalmologii, neboť rozšiřuje zornice a tím umožňuje vyšetření vnitřku oka. Tyto alkaloidy mohou být také použity jako látky potlačující zvracení (antiemetika) u lidí se sklony ke kinetózám nebo po chemoterapii.
Atropin má stimulující efekt na centrální nervový systém a srdce, zatímco skopolamin má účinek sedativní.
Známý alkaloid pocházející z čeledi lilkovitých je nikotin. Stejně jako ostatní tropanové alkaloidy působí na cholinergní neurony, ale s opačným účinkem (je to agonista). Má vyšší specifitu k nikotinovým acetylcholinovým receptorům než jiné ACh proteiny. Nikotin se přirozeně vyskytuje v rostlinách rodu tabák (Nicotiana) a petúnie (Petunia).
Další skupinou toxických látek nalézajících se v této čeledi jsou glykoalkaloidy, například solanin, který je příležitostně zodpovědný za otravu po požití bobulí lilku černého nebo lilku potměchuti nebo nadzemních částí bramboru.

Alkaloid nikotin
Alkaloid atropin
Alkaloid skopolamin
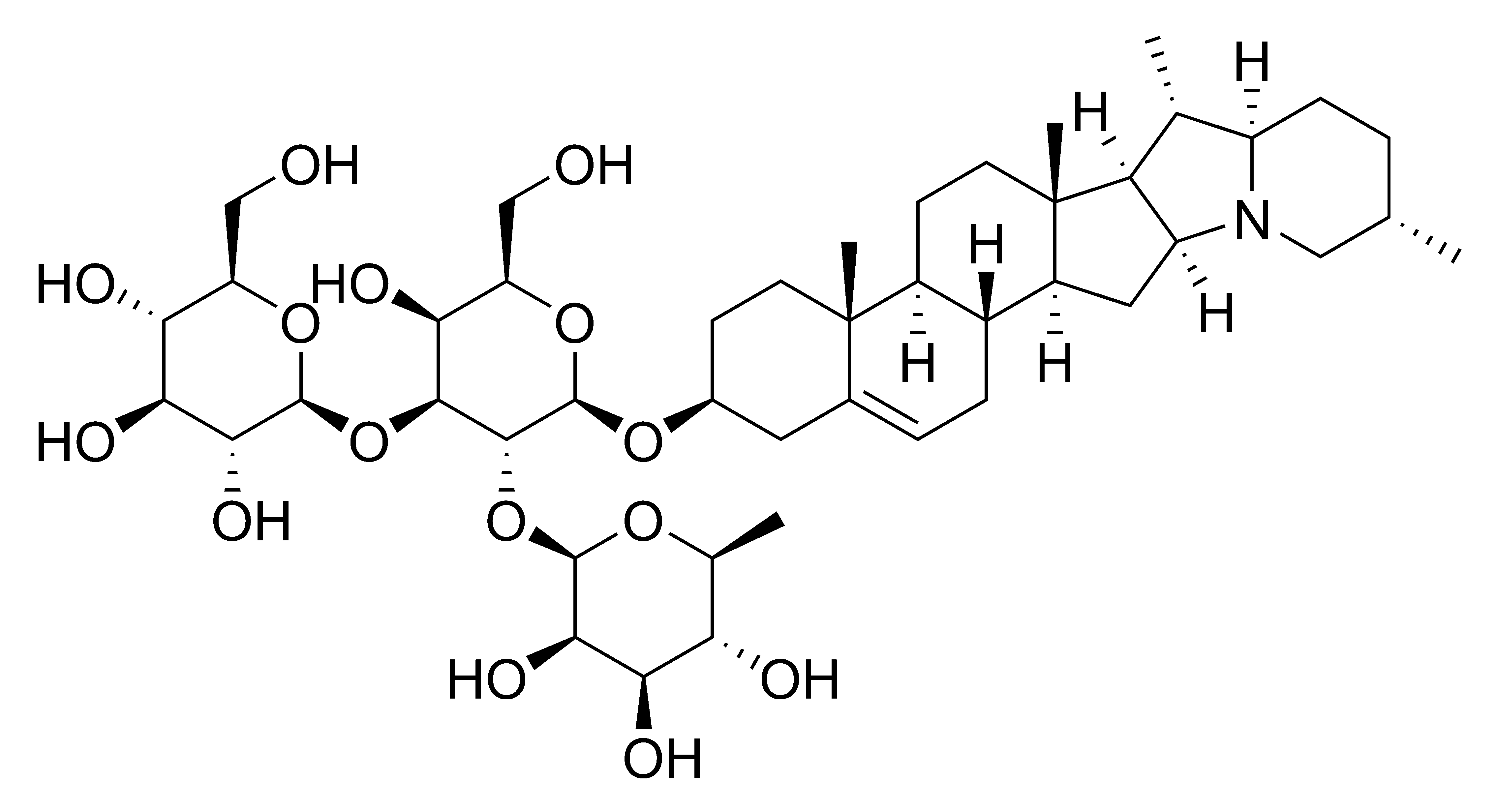
Glykoalkaloid solanin

## Taxonomie
Lilkovité jsou největší čeleď řádu lilkotvaré (Solanales). Sesterskou skupinou je podle kladogramů APG čeleď svlačcovité (Convolvulaceae). V minulosti byla některými taxonomy (např. Cronquist) oddělována čeleď Nolanaceae (rody Alona a Nolana).
Čeleď lilkovité je dobře vyhraněná skupina. Její monofyletičnost je mimo morfologie podpořena i analýzou cpDNA. Dřívější dělení čeledi na podčeledi Solanoideae, Cestroideae a Anthocercidae se ukázalo jako umělé, neboť Cestroideae tvoří v tomto pojetí bazální parafyletický komplex. Bylo také zjištěno, že rod lilek (Solanum) je parafyletický a proto jsou do něj vřazeny rody rajče jedlé (Lycopersicon) a rajčenka (Cyphomandra). Také rod Brugmansia patří minulosti, neboť druhy z něj byly převedeny do rodu durman (Datura).
Po morfologické stránce je lilkovitým velmi podobná čeleď brutnákovité (Boraginaceae).

## Zástupci
- blín (Hyoscyamus)
- broválie (Browallia)
- brunfelzie (Brunfelsia)
- durman (Datura)
- brugmansie (Brugmansia)
- fabiana (Fabiana)
- fialkovec (Iochroma)
- jazylka (Salpiglossis)
- jedovatice (Duboisia)
- kalibrachoa (Calibrachoa)
- kladivník (Cestrum)
- klanokvět (Schizanthus)
- kustovnice (Lycium)
- lilek (Solanum)
- lilík (Nicandra)
- lilkovník (Lycianthes)
- mandragora (Mandragora)
- mochyně (Physalis)
- nolana (Nolana)
- pablen (Scopolia)
- paprika (Capsicum)
- petúnie (Petunia)
- pobřežka (Nierembergia)
- rajče (Solanum, syn. Lycopersicon)
- rajčenka (Solanum, syn. Cyphomandra)
- rulík (Atropa)
- salpichroa (Salpichroa)
- solandra (Solandra)
- streptosolen (Streptosolen)
- tabák (Nicotiana)
- withanie (Withania)[11][12]

## Význam
Lilek brambor je 4. nejvýznamnější potravina pro výživu lidstva a v klimaticky příhodných oblastech jedna z nejčastěji pěstovaných plodin.
Mnohé druhy jsou také široce využívány jako zelenina či ovoce, především rajče jedlé (Lycopersicon esculentum), paprika setá (Capsicum annuum), lilek vejcoplodý neboli baklažán (Solanum melongena) a rajčenka (Cyphomandra betacea). V Jižní Americe jsou jako ovoce pěstovány mnohé další druhy lilku, např. Solanum hyporhodium, S. muricatum neboli 'pepino', S. quitoense a S. topiro aj. Občas se také pro plody pěstuje mochyně peruánská (Physalis peruviana), místně i jiné druhy. Různé druhy papriky jsou používány jako koření, zejména paprika setá (Capsicum annuum), paprika křovitá (C. frutescens) a paprika čínská (C. chinense).
Vzhledem k obsahu účinných alkaloidů lze nalézt v čeledi lilkovité celou řadu druhů s psychotropními účinky. Nejvíce je v tomto směru využíván tabák, zejména druhy tabák selský (Nicotiana rustica) a tabák virginský (Nicotiana tabacum). Nikotin obsahují i některé druhy petúnií, zejména petúnie fialová (Petunia violacea). Pro halucinogenní účinky jsou vyhledávány různé druhy durmanu (Datura) a brugmansie (Brugmansia), v Jižní Americe místně i Iochroma fuchsioides, Latua pubiflora, Methysticodendron amesianum. V Austrálii používají domorodci k navození vzrušení a halucinací listy Duboisia hopwoodii. Skopoletin, obsažený v amazonských druzích rodu Brunfelsia, navozuje pocit chladu. U některých lidí se vyskytuje přecitlivělost nebo alergie na některé lilkovité rostliny.
V lékařství byla zejména ve středověku hojně využívána mandragora lékařská (Mandragora officinarum), která měla významné místo i v magii. Withanie snodárná (Withania somnifera), tzv. ašvagandha, má široké využití v indické ájurvédě a svými komplexními regeneračními účinky je blízká ženšenu. V tradiční čínské medicíně jsou využívány plody a kůra z kořene kustovnice čínské (Lycium chinense). Plody této kustovnice jsou pod jménem „goji“ (godži) prodávány i v ČR.
Argentinský tabák Nicotiana glauca obsahuje alkaloid anabasin, který má insekticidní účinky.

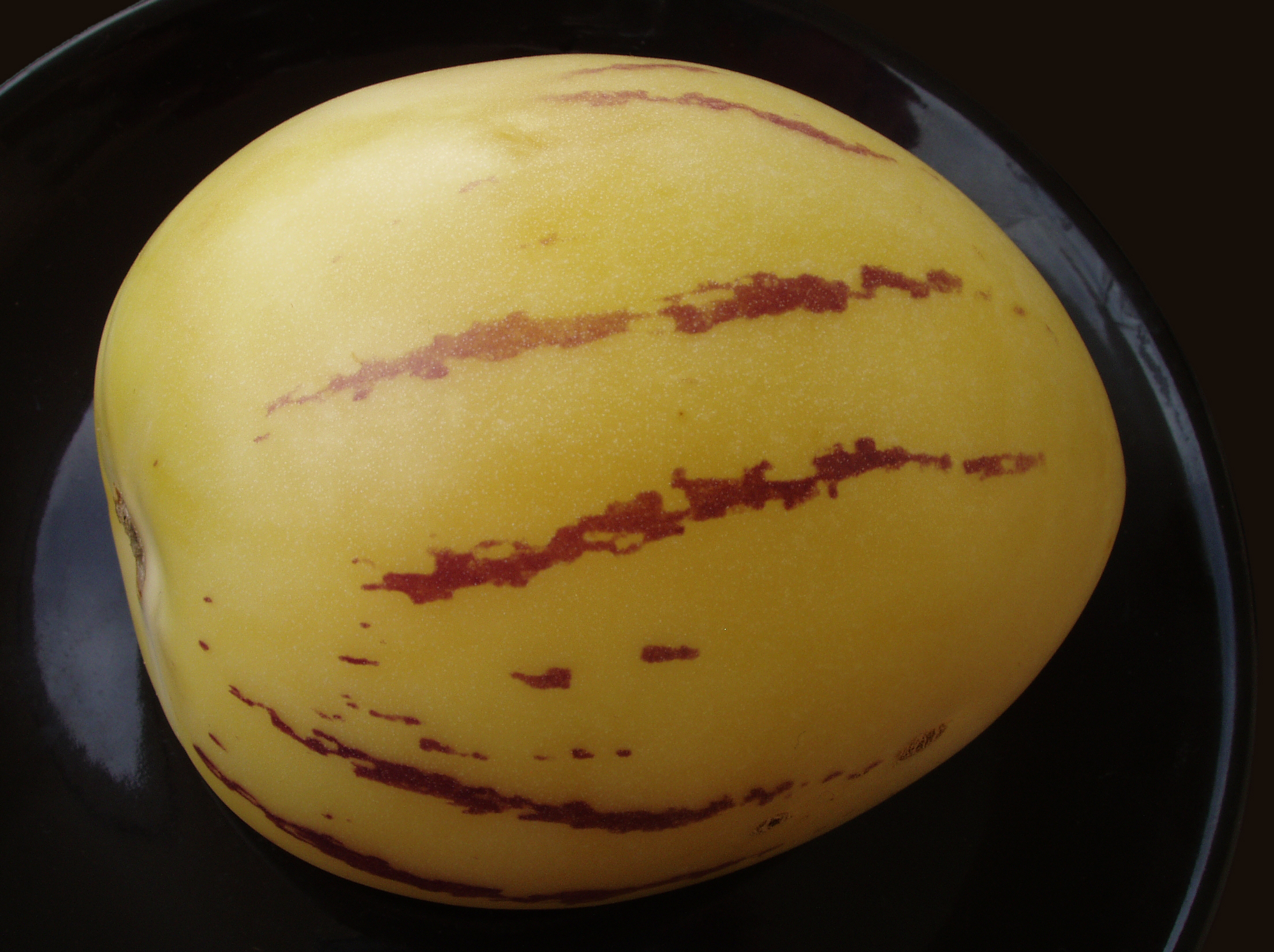
Pepino, plod lilku Solanum muricatum
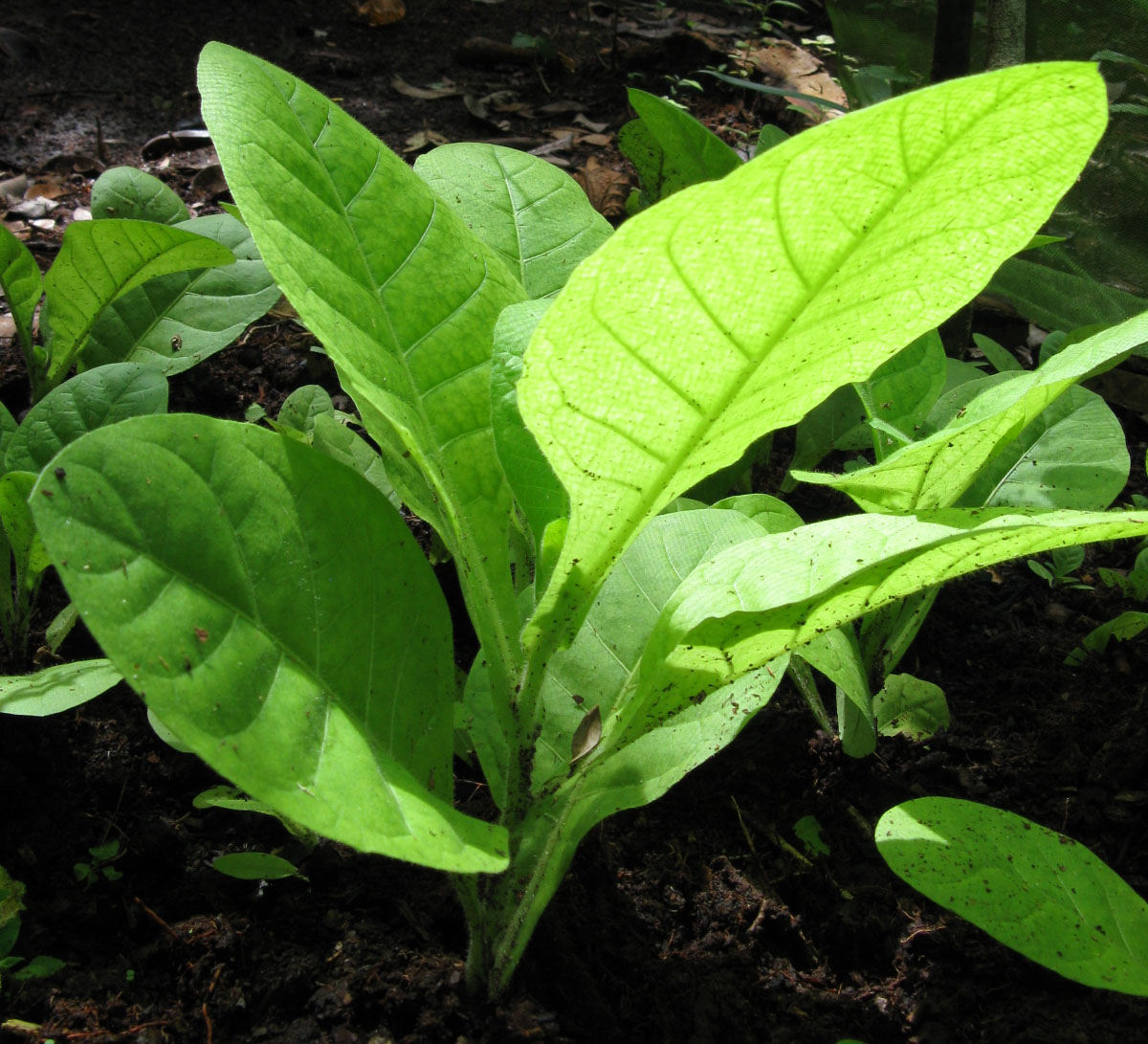
Tabák selský (Nicotiana rustica)
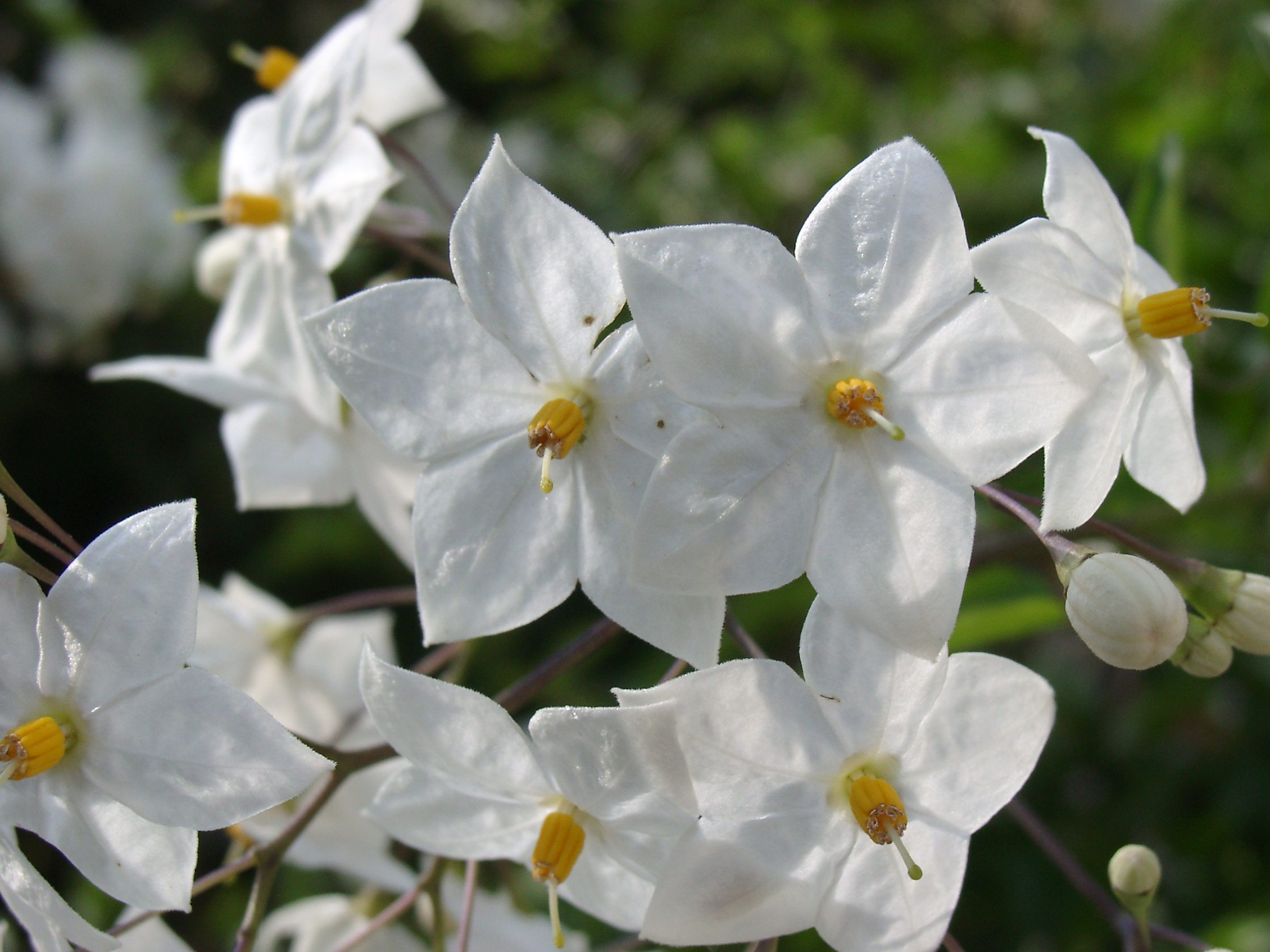
Květy lilku Solanum jasminoides
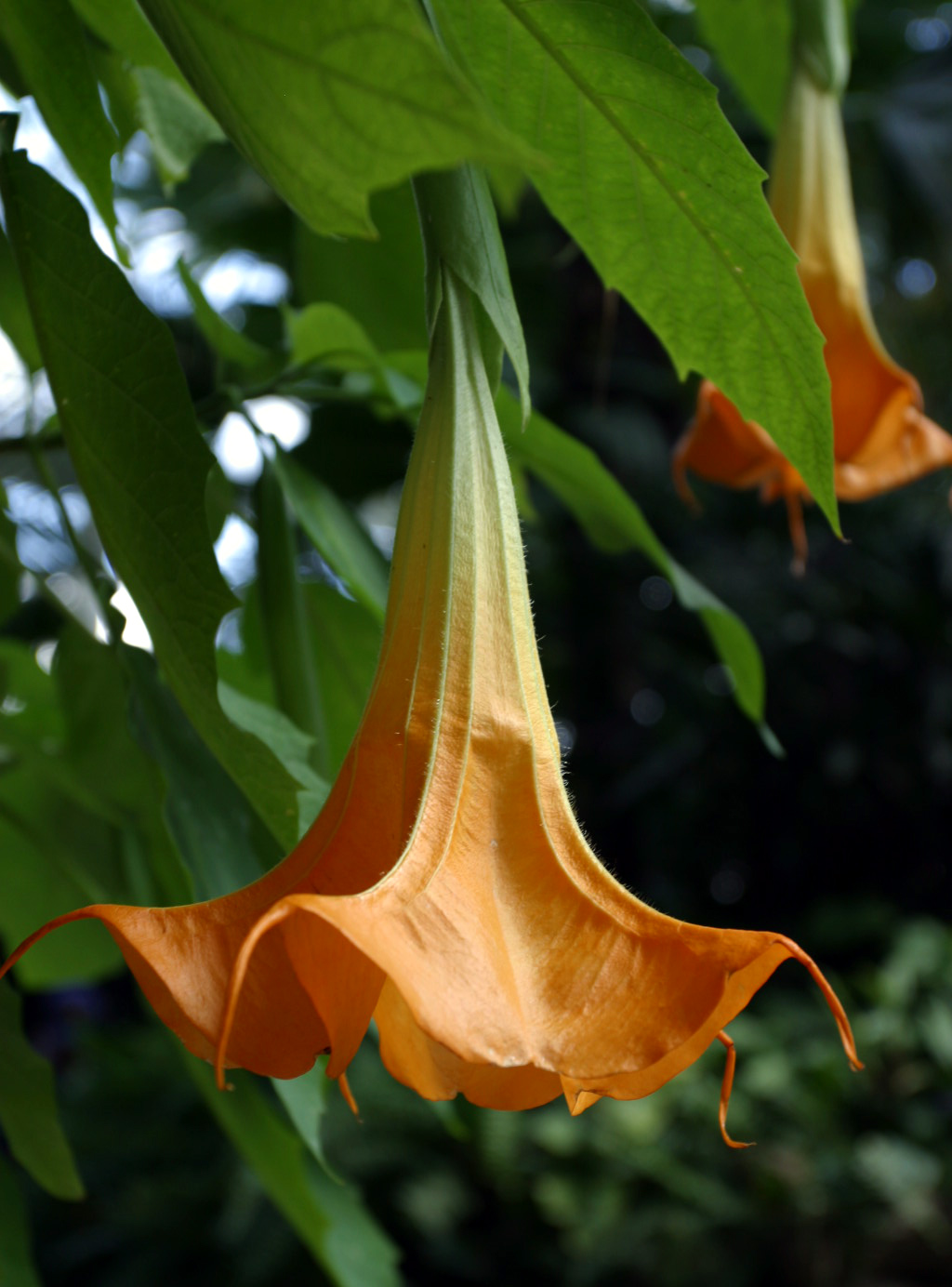
Květ brugmansie (Brugmansia sp.)
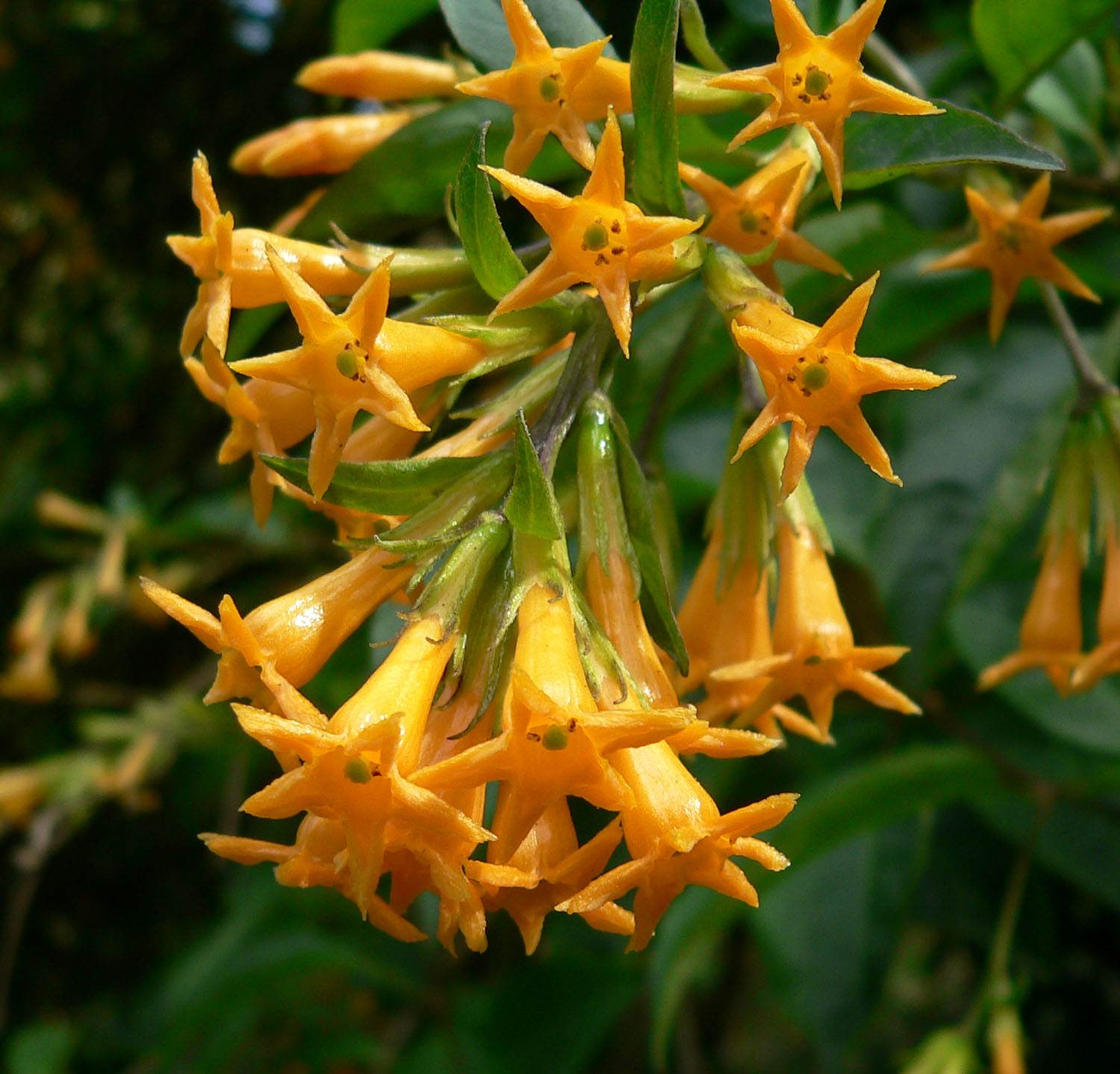
Kladivník Cestrum aurantiacum
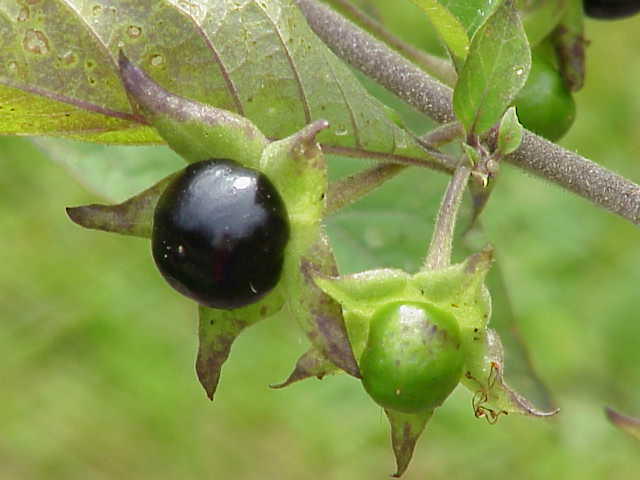
Plody rulíku zlomocného (Atropa bella-donna)
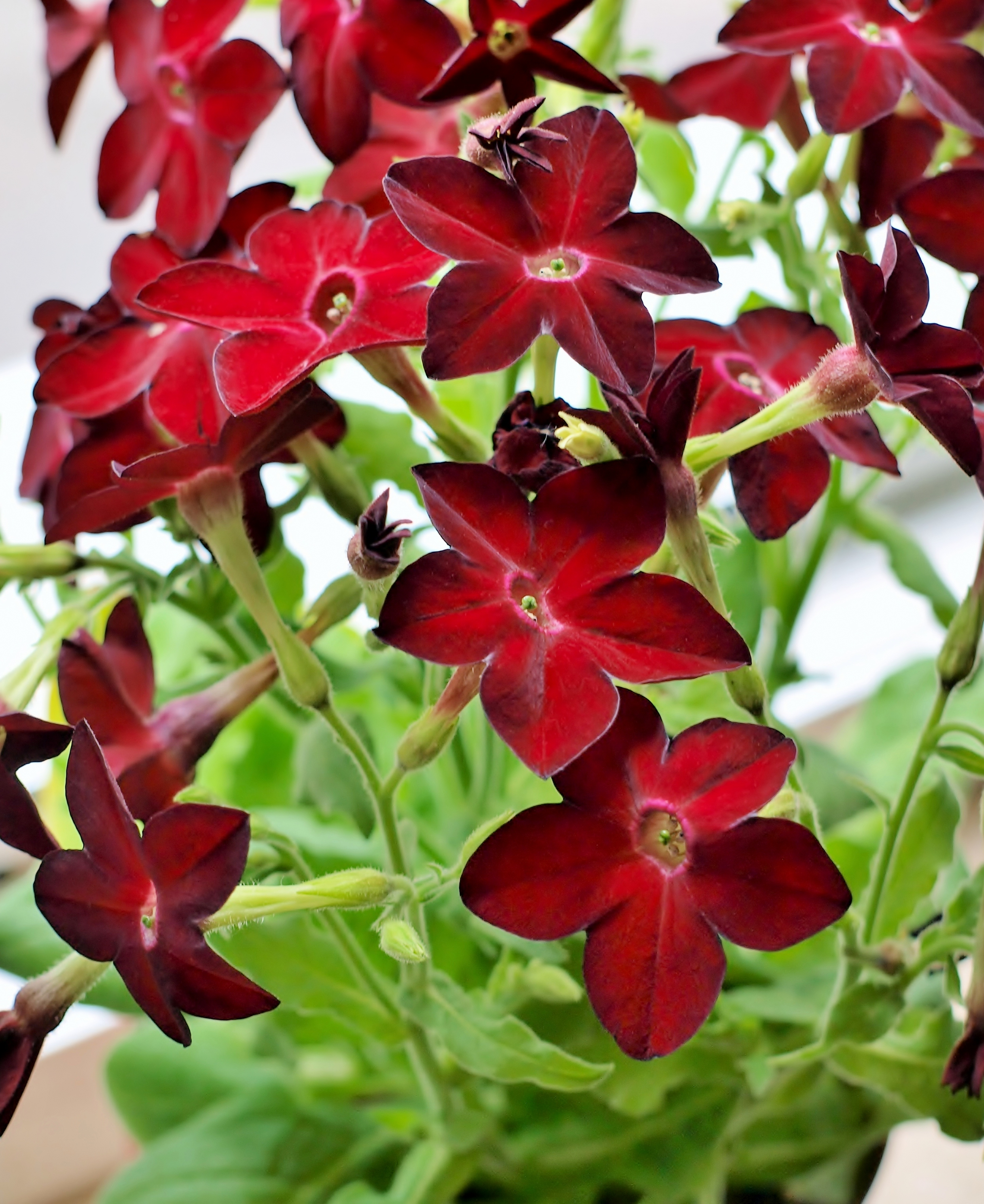
Okrasný tabák Nicotiana × sanderae
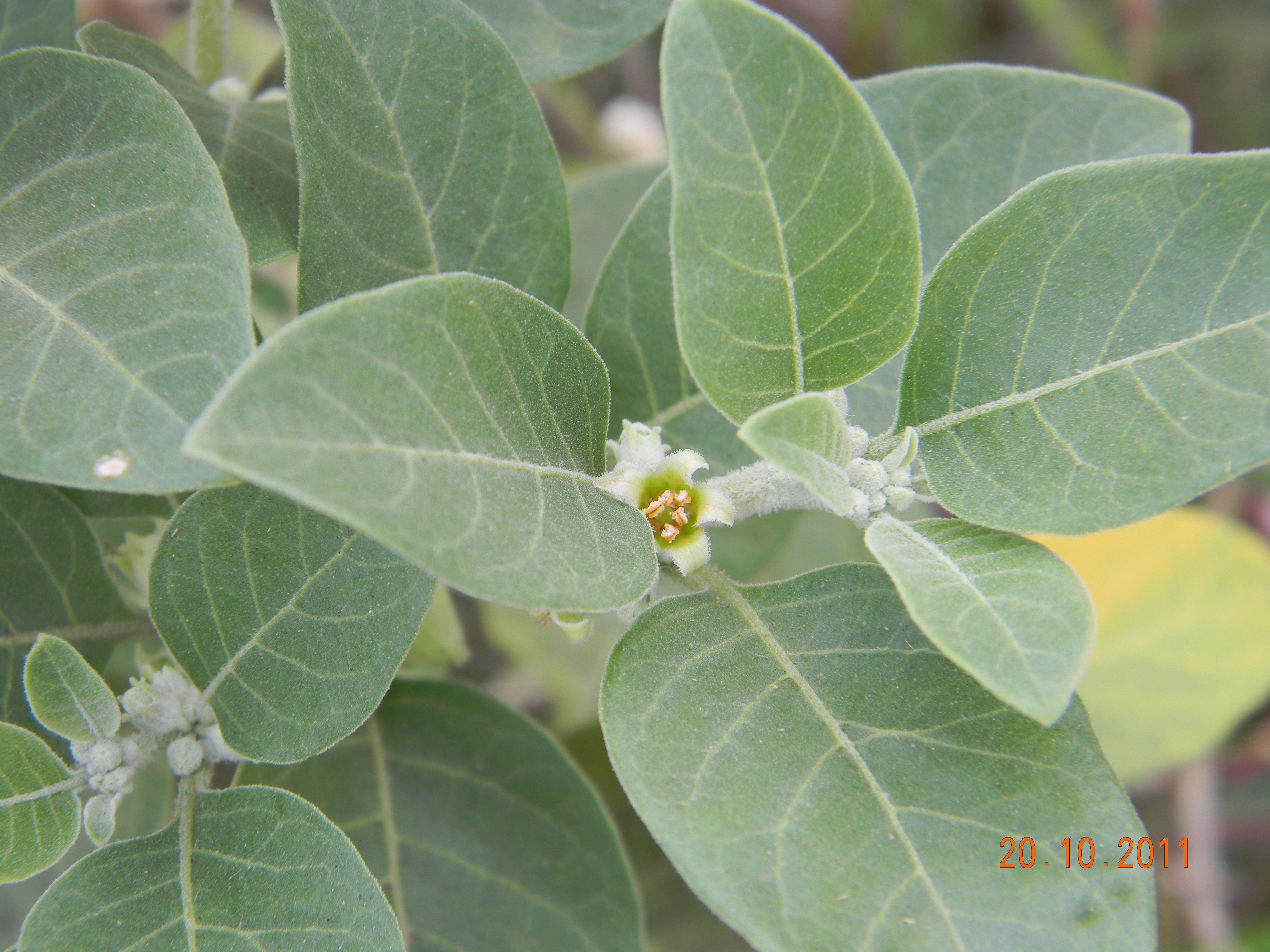
Withanie snodárná, 'ašvagandha'
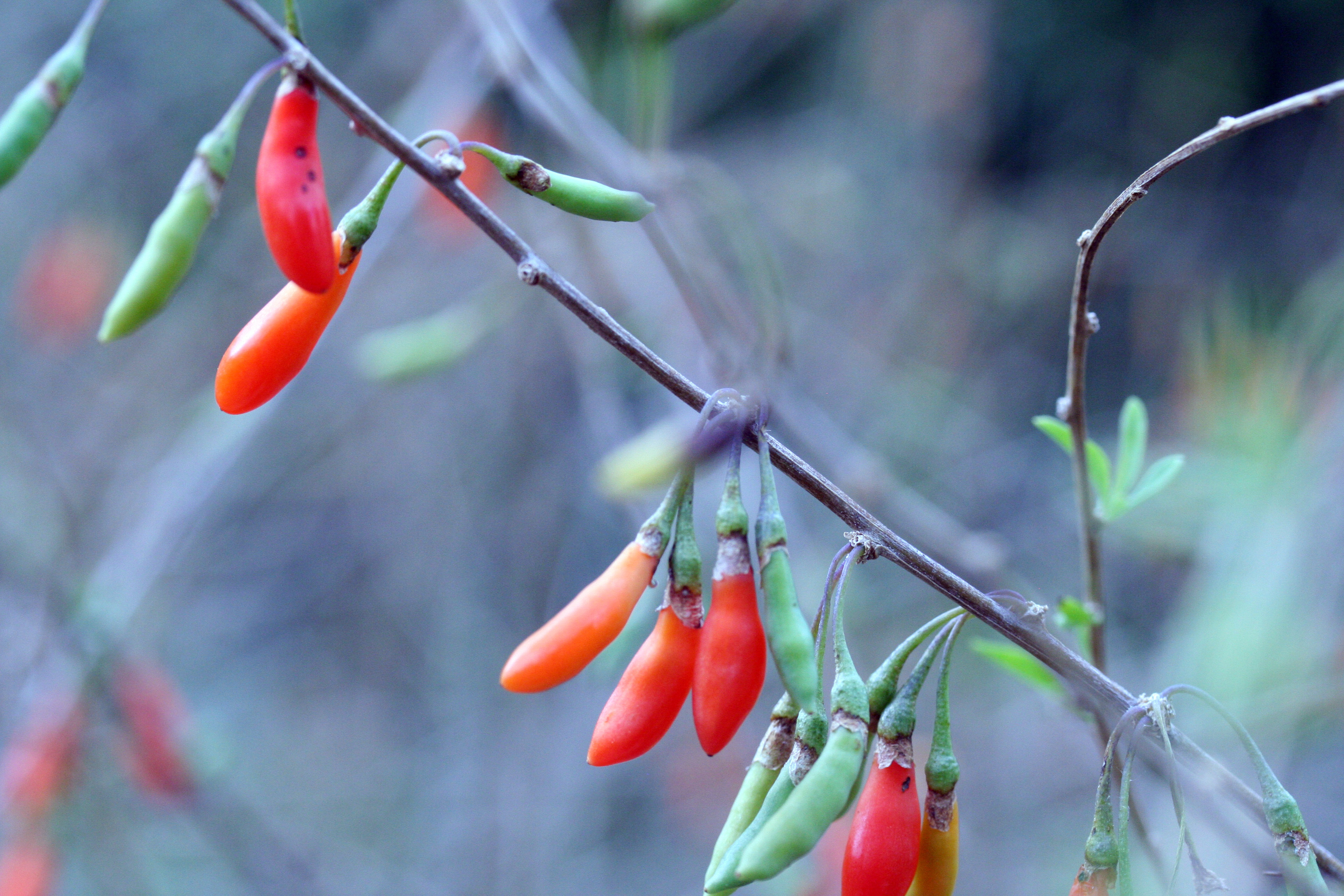
Goji, plody kustovnice čínské (Lycium chinense)

## Přehled rodů
Alkekengi,
Anisodus,
Anthocercis,
Anthotroche,
Athenaea,
Atrichodendron,
Atropa,
Atropanthe,
Benthamiella,
Bouchetia,
Brachistus,
Browallia,
Brugmansia,
Brunfelsia,
Calibrachoa,
Calliphysalis,
Capsicophysalis,
Capsicum,
Cestrum,
Chamaesaracha,
Coeloneurum,
Combera,
Crenidium,
Cuatresia,
Cyphanthera,
Darcyanthus,
Datura,
Deprea,
Discopodium,
Duboisia,
Duckeodendron,
Dunalia,
Dyssochroma,
Eriolarynx,
Espadaea,
Exodeconus,
Fabiana,
Goetzea,
Grammosolen,
Hawkesiophyton,
Henoonia,
Heteranthia,
Hunzikeria,
Hyoscyamus,
Iochroma,
Jaborosa,
Jaltomata,
Juanulloa,
Latua,
Leptoglossis,
Leucophysalis,
Lycianthes,
Lycium,
Mandragora,
Markea,
Melananthus,
Merinthopodium,
Metternichia,
Nectouxia,
Nicandra,
Nicotiana,
Nierembergia,
Nolana,
Nothocestrum,
Oryctes,
Pantacantha,
Pauia,
Petunia,
Physalis,
Physochlaina,
Plowmania,
Poortmannia,
Protoschwenkia,
Przewalskia,
Quincula,
Reyesia,
Salpichroa,
Salpiglossis,
Saracha,
Schizanthus,
Schraderanthus,
Schultesianthus,
Schwenckia,
Sclerophylax,
Scopolia,
Sessea,
Solandra,
Solanum (včetně Cyphomandra a Lycopersicum),
Streptosolen,
Symonanthus,
Trianaea,
Trompettia,
Trozelia,
Tsoala,
Tubocapsicum,
Tzeltalia,
Vassobia,
Vestia,
Withania,
Witheringia